# Rozetka wierzbowa

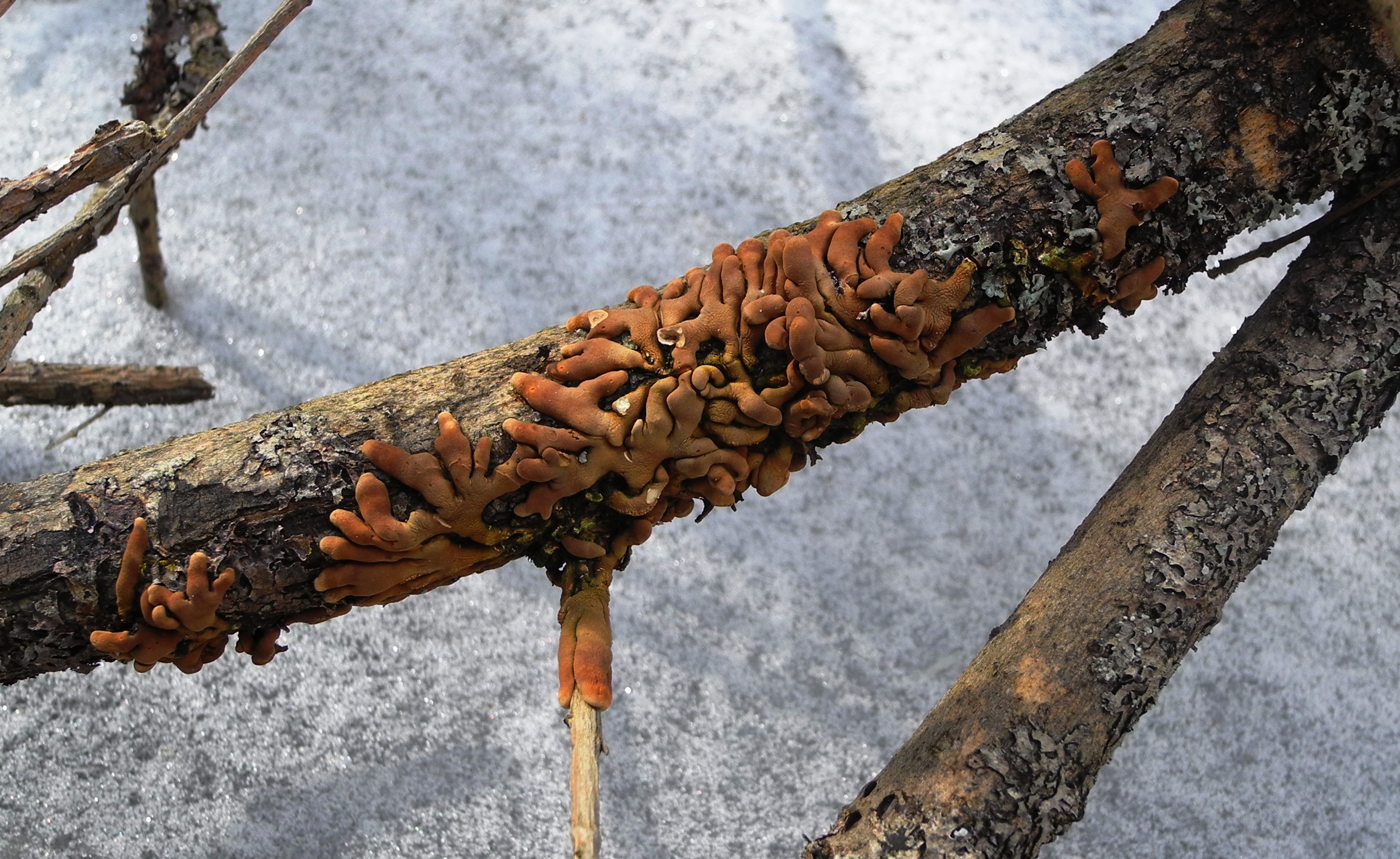

Rozetka wierzbowa (Hypocreopsis lichenoides (Tode) Seaver) – gatunek grzybów z klasy Sordariomycetes.

## Systematyka i nazewnictwo
Pozycja w klasyfikacji według Index Fungorum: Hypocreopsis, Hypocreaceae, Hypocreales, Hypocreomycetidae, Sordariomycetes, Pezizomycotina, Ascomycota, Fungi.
Po raz pierwszy takson ten opisał w 1790 r. Heinrich Julius Tode, nadając mu nazwę Acrospermum lichenoides. Obecną nazwę nadał mu Fred Jay Seaver w 1910 r.
Ma 7 synonimów. Niektóre z nich:
- Hypocrea parmelioides Mont. 1856
- Hypocrea riccioidea (Bolton) Berk. 1860
- Hypocreopsis riccioidea (Bolton) P. Karst. 1871[2].

Nazwa polska według M.S. Wilgi i M.W. Rekowskiego.

## Morfologia
Plecha
Zwykle pojedynczo, rzadko w grupkach. Jest listkowata, płaska, miękka, o szerokości zwykle do 3,6 cm, rzadko do 11 cm i grubości 2–4 (5) mm. Składa się z promieniście wyrastających, lub pojedynczych łatek z palcowatymi wyrostkami na brzegu. Powierzchnia o barwie od jasnobrązowej przez pomarańczowobrązową lub żółtobrązową do ochrowej, brzeg jaśniejszy. Młode owocniki gładkie, ale z czasem na środku pomarszczone, na dojrzałych owocniki typu perytecjum z licznymi ostiolami.
Cechy mikroskopijne
Worki o wymiarach (18–) 22–3 × 6–9 μm, wąsko cylindryczne, 8-zarodnikowe, zarodniki w jednym rzędzie, o zmiennym kształcie od elipsoidalnego do szeroko wrzecionowatego, cienkościenne, szkliste, prawie gładkie, z jedną przegrodą.

## Występowanie i siedlisko
Znane jest występowanie Hypocreopsis lichenoides w Ameryce Północnej, Europie, Rosji, Japonii i Argentynie. Najwięcej stanowisk podano w Europie. W Polsce po raz pierwszy stanowisko tego gatunku podali M.S. Wilga i M.W. Rekowski w 2003 r., w późniejszych latach podano nowe stanowiska. Jest rzadki.
Najczęściej występuje na wierzbie uszatej (Salix aurita) i wierzbie szarej (Salix cinerea), ale notowano go także na takich drzewach i krzewach jak: czeremcha zwyczajna (Padus avium), kruszyna pospolita (Frangula alnus), bez koralowy (Sambucus racemosa) i inne. Podawano, że jest pasożytem występującym na owocnikach innych grzybów, zwłaszcza szczeciniaka żółtobrzeżnego (Hymenochaete tabacina), w Polsce występował razem z tym grzybem, ale także bezpośrednio na próchniejącym drewnie z białą zgnilizną, wcześniej spowodowaną przez inne grzyby, być może szczeciniaka żółtobrzeżnego.